# Bertrand de Montaudoüin
Bertrand de Montaudouïn, né le 29 mars 1924 à Nogent-sur-Marne et mort le 26 mars 2004 à Paris, est un général d'armée de l'armée de terre française, issu de l'arme blindée et cavalerie.

## Biographie
Bertrand de Montaudoüin est le fils de Jean de Montaudoüin, officier, maire de Sainte-Pallaye, et de Simone de Vesian. Son frère François (1922-1944), résistant, est mort pour la France.
Sorti de l'École spéciale militaire de Saint-Cyr, il prend part aux guerres d'Indochine et d'Algérie.
Pratiquant le pentathlon, il participe aux Jeux olympiques d'été de 1952.
De 1975 à 1977, il est directeur de l'enseignement militaire supérieur scientifique et technique.
De 1979 à 1981, il fut le chef de l'état-major particulier du président de la république Valéry Giscard d'Estaing. Il est ensuite nommé gouverneur militaire de Metz, commandant le 1er corps d'armée et la VIe région militaire.
Par décret du 31 mai 1983, le général de Montaudoüin fut nommé conseiller du Gouvernement pour la défense (JORF du 2 juin 1983 page 1656).
Il est l'auteur, avec Paul Boué, de l'ouvrage : Les problèmes politiques de l'armement nucléaire, paru en 1995.

## Distinctions
- Commandeur de la Légion d'honneur
- Croix de guerre 1939–1945
- Officier de l'ordre national du Mérite
- Médaille de la jeunesse, des sports et de l'engagement associatif, bronze